# Diego León
Diego Basilio León Blanco  (Colonia Yguazú, 2007. április 3. –) paraguayi korosztályos válogatott labdarúgó, az angol Manchester United védője.

## Fiatalkora
León 2007. április 3-án született Colonia Yguazúban, Paraguayban. Brígida Blanco fia, kilenc gyermek közül a legfiatalabb, már kisgyerekként eldöntötte, hogy egy nap a Cerro Porteño játékosa lesz.

## Pályafutása

### Klubcsapatokban

#### Cerro Porteño
León egy ballábas baloldali szélsővédő. Tizenhárom évesen csatlakozott a Cerro Porteño csapatához, ahol először az U14-es csapatban szerepelt. 2024. augusztus 2-án debütált a paraguayi klubban egy Sportivo Ameliano elleni 1-0-ra megnyert mérkőzésen, ahol ő szerezte a győztes gólt, első két szezonjában 33 alkalommal lépett pályára a klub színeiben. Sokan a „paraguayi futball egyik legnagyobb tehetségének” tartották. Teljesítményével több európai csapat érdeklődését is felkeltette, többek közt az angol Premier League-ből.

#### Manchester United
A Manchester United 2025. július 5-én jelentette be León szerződtetését.

### A válogatottban
2025-ben mutatkozott be az U20-as válogatottban, kilencszer szerepelt a dél-amerikai U20-as bajnokságban.

## Statisztikák

### Klubcsapatokban
2025. május 9-i adatok alapján.
| Csapat            | Szezon         | Bajnokság        | Bajnokság | Bajnokság | Kupa | Kupa  | Ligakupa | Ligakupa | Nemzetközi | Nemzetközi | Egyéb | Egyéb | Összesen | Összesen |
| Csapat            | Szezon         | Osztály          | P.        | Gólok     | P.   | Gólok | P.       | Gólok    | P.         | Gólok      | P.    | Gólok | P.       | Gólok    |
| ----------------- | -------------- | ---------------- | --------- | --------- | ---- | ----- | -------- | -------- | ---------- | ---------- | ----- | ----- | -------- | -------- |
| Cerro Porteño     | 2024           | Primera División | 19        | 2         | 0    | 0     | —        | —        | 0          | 0          | —     | —     | 19       | 2        |
| Cerro Porteño     | 2025           | Primera División | 12        | 1         | 0    | 0     | —        | —        | 2          | 1          | —     | —     | 14       | 2        |
| Cerro Porteño     | Összesen       | Összesen         | 31        | 3         | 0    | 0     | 0        | 0        | 2          | 1          | 0     | 0     | 33       | 4        |
| Manchester United | 2025–2026      | Premier League   | 0         | 0         | 0    | 0     | 0        | 0        | —          | —          | —     | —     | 0        | 0        |
| Karrier összes    | Karrier összes | Karrier összes   | 31        | 3         | 0    | 0     | 0        | 0        | 2          | 1          | 0     | 0     | 33       | 4        |

1. ↑  Pályára lépések a Copa Libertadoresben

## Sikerek és díjak
Egyéni
- Primera División – A hónap játékosa: 2024. július[5]
- CIES – A világ legjobb U18-as labdarúgója: 2024 (negyedik)[7]